# مسعود مینهاس
مسعود مینهاس (انگلیسی: Masud Minhas; ۱ ژانویهٔ ۱۹۱۱ – ۱ ژانویهٔ ۱۹۳۵) بازیکن هاکی روی چمن اهل هند بود.
وی به‌همراه تیم ملی هاکی روی چمن مردان هند به قهرمانی بازی‌های المپیک تابستانی ۱۹۳۲ دست پیدا کرده‌است. او در هر دو بازی هند در این مسابقات به عنوان right-half بازی کرد.